# Da người
Da người là lớp vỏ bọc bên ngoài của cơ thể và là cơ quan lớn nhất của hệ thống vỏ bọc. Da có tới bảy lớp mô ngoài da và bảo vệ các cơ, xương, dây chằng và các cơ quan nội tạng bên dưới. Da người giống với hầu hết các da động vật có vú khác, và da người rất giống với da lợn. Mặc dù gần như tất cả da người được bao phủ bởi các nang lông, nó có thể có vẻ bên ngoài như không có lông. Có hai loại da chung, da có lông và da bóng (không có lông).
Vì đóng vai trò giao tiếp với môi trường, da đóng vai trò miễn dịch quan trọng trong việc bảo vệ cơ thể chống lại mầm bệnh và mất nước quá mức. Các chức năng khác của nó là cách nhiệt, điều chỉnh nhiệt độ, cảm giác, tổng hợp vitamin D và bảo vệ folate vitamin B. Da bị tổn thương nghiêm trọng sẽ cố gắng chữa lành bằng cách hình thành mô sẹo. Việc này thường làm da bị đổi màu và tạo sọc.
Ở người, sắc tố da khác nhau giữa các quần thể và loại da có thể từ khô đến không khô và từ da dầu đến không nhờn. Sự đa dạng về da như vậy cung cấp một môi trường sống phong phú và đa dạng cho các vi khuẩn có số lượng khoảng 1000 loài từ 19 ngành, hiện diện trên da người.

## Cấu trúc
Da người có chung đặc tính giải phẫu, sinh lý, sinh hóa và miễn dịch với các dòng động vật có vú khác, đặc biệt là da lợn. Da lợn có tỷ lệ độ dày biểu bì và da tương tự như da người; Da lợn và da người có chung mô hình nang lông và mạch máu; sinh hóa, collagen và chất đàn hồi ở da tương tự như da lợn và da người; và da lợn và da người có phản ứng vật lý tương tự với các yếu tố tăng trưởng khác nhau.
Da có các tế bào trung mô, sắc tố, chẳng hạn như melanin được cung cấp bởi melanocytes, giúp hấp thụ một số bức xạ cực tím nguy hiểm (UV) trong ánh sáng mặt trời. Nó cũng chứa các enzyme sửa chữa DNA giúp đảo ngược tác hại của tia cực tím, do đó những người thiếu gen cho các enzyme này phải chịu tỷ lệ ung thư da cao. Một dạng chủ yếu được tạo ra bởi ánh sáng tia cực tím, khối u ác tính, đặc biệt xâm lấn, khiến nó lan rộng nhanh chóng và thường có thể gây tử vong. Sắc tố da người khác nhau giữa các quần thể một cách nổi bật. Điều này đã dẫn đến việc phân loại người trên cơ sở màu da.
Về diện tích bề mặt, da là cơ quan lớn thứ hai trong cơ thể con người (bên trong ruột non lớn hơn từ 15 đến 20 lần). Đối với người trưởng thành trung bình, da có diện tích bề mặt từ 1,5-2,0 mét vuông (16,1-21,5 sq ft.). Độ dày của da thay đổi đáng kể trên tất cả các bộ phận của cơ thể, và giữa nam và nữ với trẻ và già. Một ví dụ là da trên cẳng tay trung bình 1,3 mm ở nam và 1,26 mm ở nữ. Mỗi inch vuông trung bình (6,5 cm²) da chứa 650 tuyến mồ hôi, 20 mạch máu, 60.000 tế bào melanocytes và hơn 1.000 đầu dây thần kinh. Tế bào da trung bình của con người có đường kính khoảng 30 micromet, nhưng có các biến thể. Một tế bào da thường dao động từ 25-40 micromet vuông, tùy thuộc vào nhiều yếu tố khác nhau.
Da bao gồm ba lớp cơ bản: lớp biểu bì, lớp hạ bì và lớp dưới da.